# Hygroamblystegium
Hygroamblystegium es un género de briófitos hepáticas perteneciente a la familia Amblystegiaceae. Comprende 45 especies descritas y de estas, solo 24 aceptadas:

## Taxonomía
El género fue descrito por Leopold Loeske y publicado en Moosflora der Harzes 298–299. 1903. La especie tipo es: Hygroamblystegium irriguum (Hook. & Wilson) Loeske

## Especies aceptadas
A continuación se brinda un listado de las especies del género Hygroamblystegium aceptadas hasta junio de 2013, ordenadas alfabéticamente. Para cada una se indica el nombre binomial seguido del autor, abreviado según las convenciones y usos.
- Hygroamblystegium antarcticum (Cardot) Reimers
- Hygroamblystegium aquaticum (Broth. & Paris) Broth.
- Hygroamblystegium austro-fluviatile (Müll. Hal.) Broth.
- Hygroamblystegium austrocatenulatum (Müll. Hal.) Reimers
- Hygroamblystegium calochroum (Cardot) Reimers
- Hygroamblystegium caudicaule (Müll. Hal.) Broth.
- Hygroamblystegium chalarocladum (Müll. Hal.) Reimers
- Hygroamblystegium chilense (Lorentz) Reimers
- Hygroamblystegium desmiocladum (Müll. Hal.) Reimers
- Hygroamblystegium filicinum (Hedw.) Loeske
- Hygroamblystegium filum (Müll. Hal.) Reimers
- Hygroamblystegium fluviatile (Hedw.) Loeske
- Hygroamblystegium fuegianum (Besch.) Reimers
- Hygroamblystegium heppii (Heer) Broth.
- Hygroamblystegium luridum (Cardot) Reimers
- Hygroamblystegium macilentum (Renauld & Cardot) Broth.
- Hygroamblystegium obtusulum (Mitt.) Broth.
- Hygroamblystegium platyphyllum (Cardot) Reimers
- Hygroamblystegium punae (Müll. Hal.) Broth.
- Hygroamblystegium sordidoviride (Cardot & Broth.) Reimers
- Hygroamblystegium strictulum (Cardot) Reimers
- Hygroamblystegium tenax (Hedw.) Jenn.
- Hygroamblystegium tenellum (Cardot & Broth.) Reimers
- Hygroamblystegium varium (Hedw.) Mönk.